# Marienkirche (Büchen)

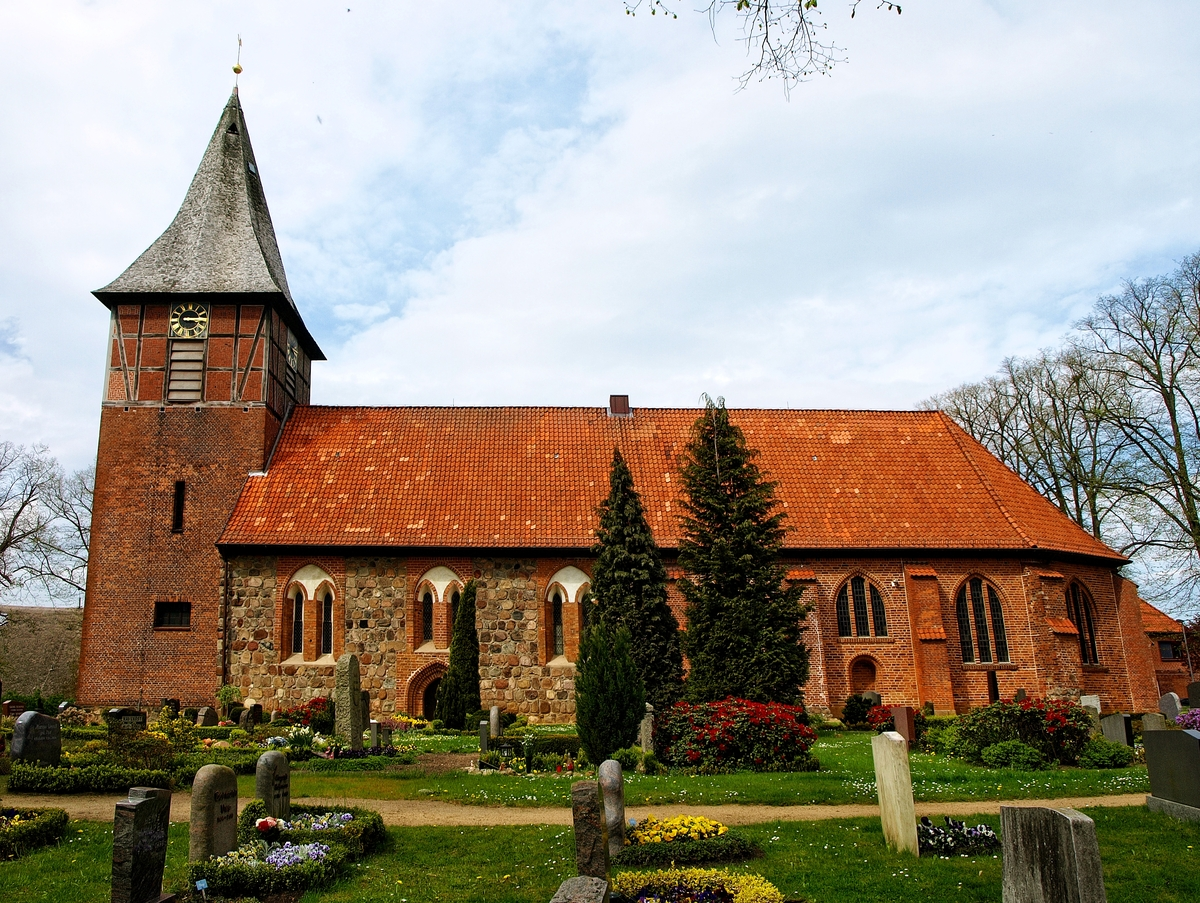
Marienkirche Büchen: Westteil um 1200 errichtet, Ostteil im 15. Jahrh. erbaut, Kirchturm Neubau von 1835

Die Büchener Kirche St. Marien im Ortsteil Büchen-Dorf bildet mit der Priesterkate eine Sehenswürdigkeit im Kreis Herzogtum Lauenburg. Sie wurde erstmals um 1200 erwähnt und gehört der evangelisch-lutherischen Kirchengemeinde Büchen-Pötrau an.

## Architektur
Die Marienkirche ist eine dreischiffige Hallenkirche. Ursprünglich wurde sie mit regionalen natürlichen Feldsteinen errichtet, die heute den Westteil der Kirche charakterisieren.
Sie ist im älteren Westteil im Übergangsstil zwischen Romanik und Gotik gehalten. Spätgotisch ist der im 15. Jahrhundert angebaute Ostteil.

## Geschichte

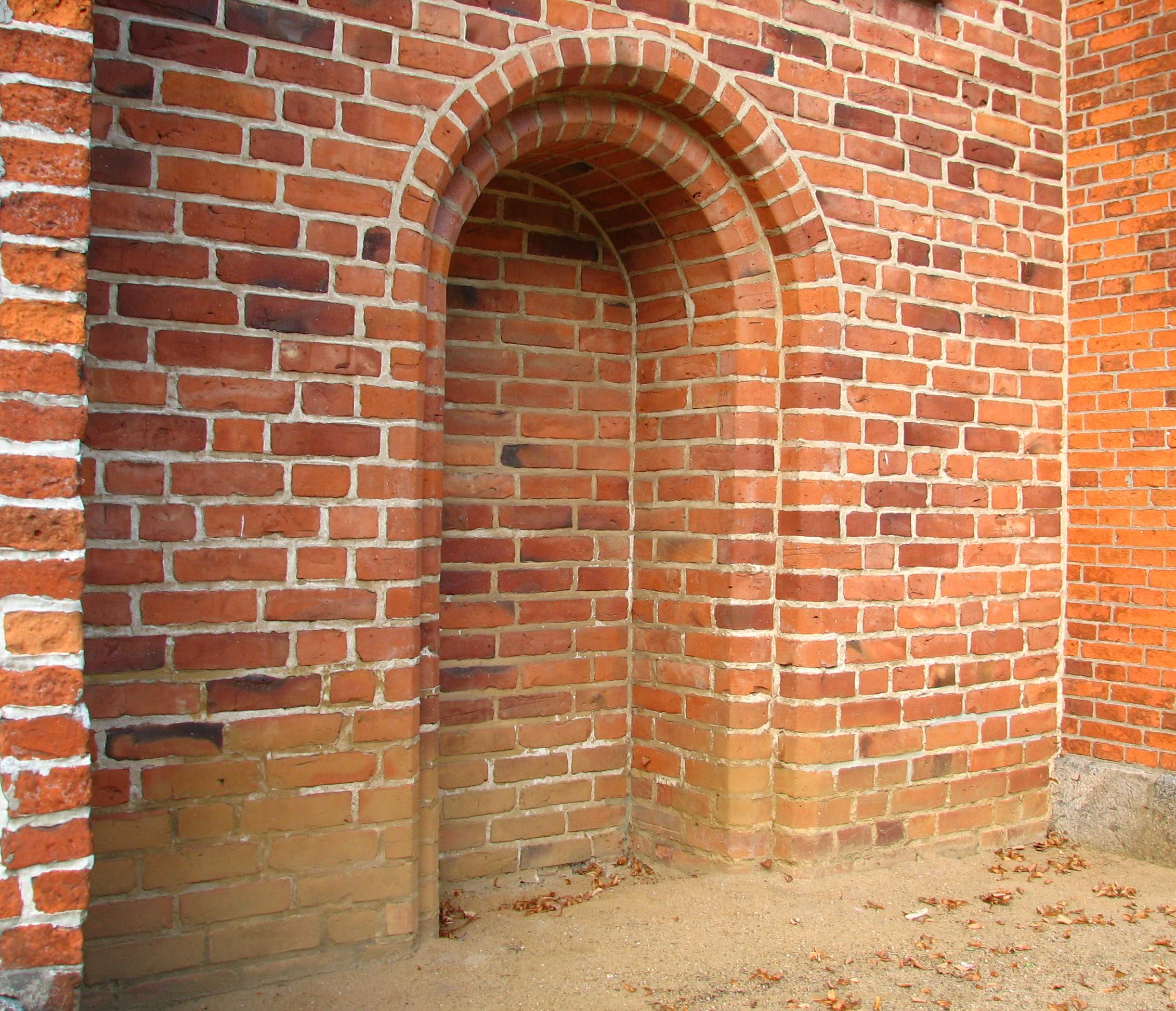
Heute zugemauerter Ausgang für die Wallfahrer der Marienkirche

### Büchen als Wallfahrtsort
In der Kirche befand sich das Marienbild Maria ad fagum (dt. Maria an der Buche), das die Wallfahrer, die auch Bedefahrer genannt wurden, anbeteten und das der Legende nach heilende Kräfte besaß. Dadurch war das Gotteshaus ein viel besuchter Ort und eine Wallfahrtsstätte. Der Platz der Kirche reichte für die Bewohner des Kirchspiels aus, aber die Zahl der Wallfahrer stieg immer mehr an, dass im späten 15. Jahrhundert ein Ostteil angebaut werden musste. Dieser wurde in Ziegelbauweise errichtet. So betraten die Wallfahrer den Nordeingang, gingen an dem Marienbild vorbei und verließen die Kirche durch den Südeingang, der heute zugemauert ist.

### Reformation und Dreißigjähriger Krieg
Als Wallfahrtsort war Büchen bis zur Reformation, die das Herzogtum 1531 erreichte und dort 1554 eingeführt wurde, ein wohlhabender Ort. In der Marienkirche tagten die Stände der 1585 gegründeten Union der Ritter- und Landschaft des Herzogtums Sachsen-Lauenburg.
Im Dreißigjährigen Krieg wurde das Marienbild geraubt und blieb verschollen. Außerdem wurde die Kirche, ebenso wie die Kirche St. Georg im heutigen Ortsteil Pötrau, schwer beschädigt.

### Zeit nach dem Dreißigjährigen Krieg
1716 erhielt mit dem Abbruch des Schlosses Franzhof und der Hofkirche von Franzhagen (heute Ortsteil von Schulendorf) die Marienkirche einige bedeutende Ausstattungsstücke.
Der Kirchturm, der nach Westen ausgerichtet ist, wurde 1835 fertiggestellt. Nach den Bränden von 1837 und 1911 war der ehemals wuchtige Turm schlanker wieder aufgebaut worden. 1911 ging die Kirchenglocke verloren und wurde mit den Bibelworten Land, Land, höre des Herrn Wort und Sie sahen niemand als Jesus allein als Glockeninschrift neu gegossen.
Seit 1892 ist die Marienkirche in Büchen eine Hallenkirche. Zuvor waren die beiden Teile der Kirche nur durch die Choröffnung im Mittelschiff, also nicht durch die Seitenschiffe verbunden.

### Denkmalpflege
1955 restaurierten die Hamburger Architekten Bernhard Hopp und Rudolf Jäger die Kirche und sahen für den Chorbereich ein dreilichtiges Farbglasfenster von Charles Crodel vor.

## Gewölbemalereien

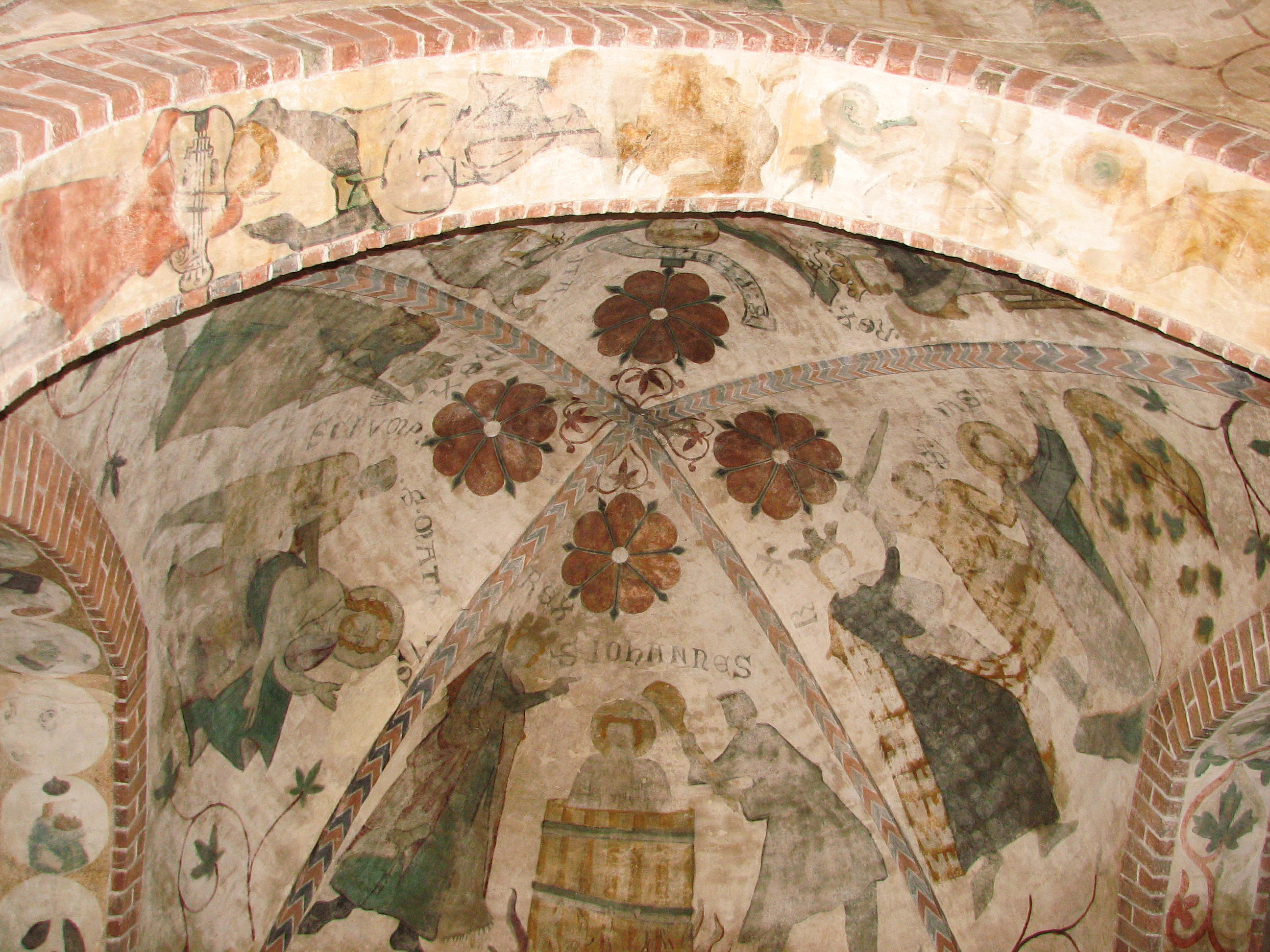
Darstellungen im Zentrum des Mittelschiffs mit den Heiligen Johannes (im unteren Viertel), Philippus (im oberen Viertel), Matthäus (links) und Judas Thaddäus (rechts). Der obere Bogen ist der sogenannte Musikantenbogen.

Im Innern ist die Gewölbefläche des Westteils der Kirche gänzlich ausgemalt. Ein Großteil der Gewölbemalereien stammt aus dem frühen 14. Jahrhundert. Neuere Schätzungen aus dem Jahr 2007 besagen, dass die Arbeiten zu den Malereien bereits in der Mitte des 13. Jahrhunderts begonnen und etwa in der Mitte des 15. Jahrhunderts beendet wurden.
Innerhalb des Mittelschiffs ist das Martyrium der Apostel, im Nordschiff das der Heiligen Stephanus, Clemens von Rom, Laurentius von Rom und Polykarp von Smyrna abgebildet. Bemerkenswert ist hier die Malerei auf dem Fresko, die den Papst und Heiligen Clemens I., während dessen (der Legende nach geschehenen) Hinrichtung zeigt. Die Malereien auf der Decke des Westschiffs zeigen das Martyrium des Apostels Petrus. Der Bogen an der Nordseite des Westschiffs wird auf Grund seiner Bemalung Musikantenbogen genannt.
Des Weiteren sind vor allem Heiligendarstellung, wie zum Beispiel die Geschichte Johannes des Täufers oder Katharinas von Alexandrien dargestellt. Die Bögen auf der Nordseite der Kirche sind mit Lilien (christliche Symbole als Sinnbild von Maria und Jesus Christus) und astrologischen Darstellungen bemalt. Auf der Südseite sind Rosenblüten (ebenfalls Symbole des Christentums als Sinnbild für das Paradies) dargestellt.
Während der dänischen Herrschaft sollten die heute in Deutschland nördlich der Elbe einzigartigen Gewölbemalereien nach einem Besuch des dänischen Königs im Jahr 1840 überkalkt werden. Eine vollständige Überkalkung konnte allerdings von dem Grafen Friedrich von Reventlou verhindert werden.

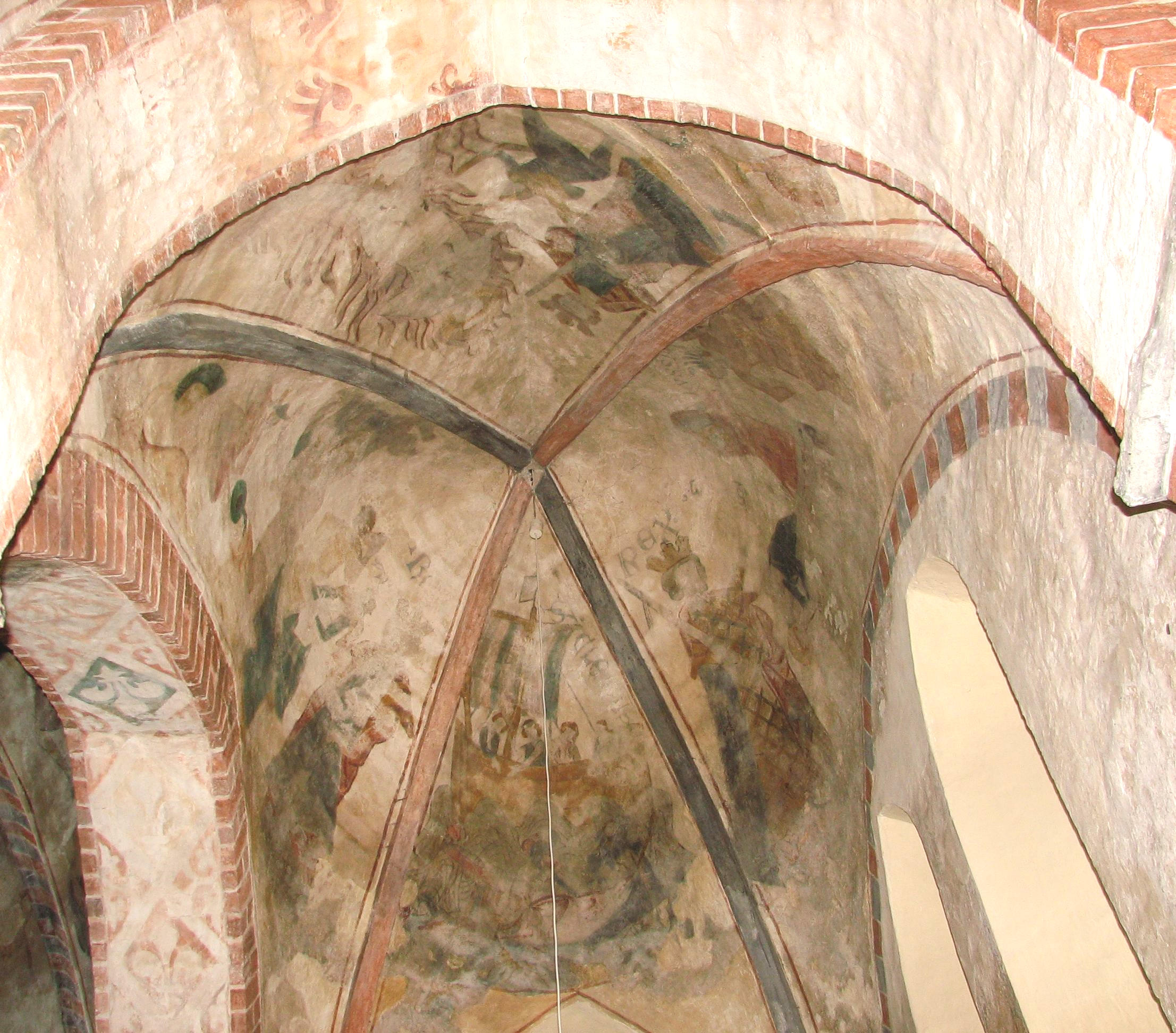
Malereien im Westen des Nordschiffs
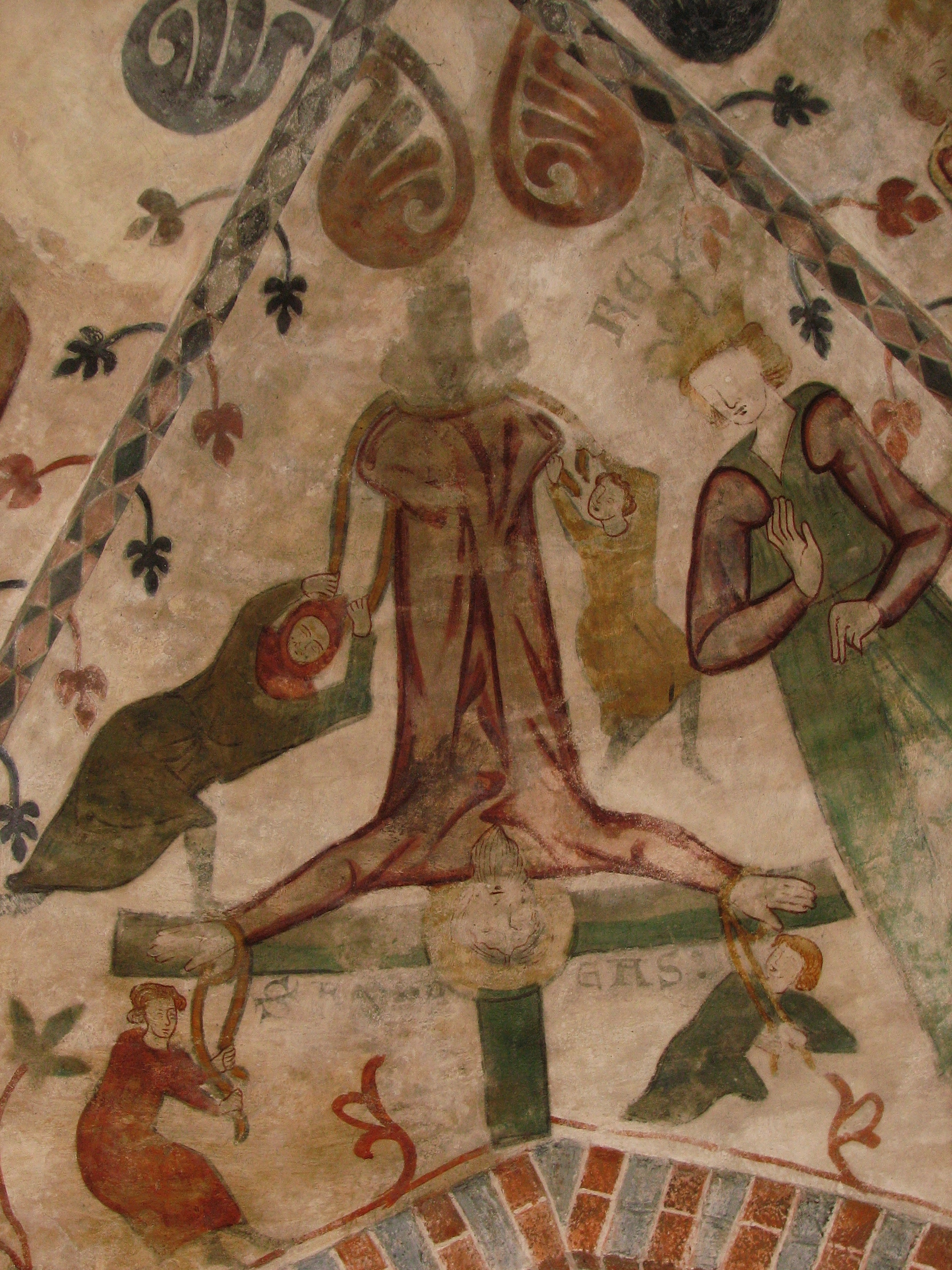
Kreuzigung des Apostels Petrus
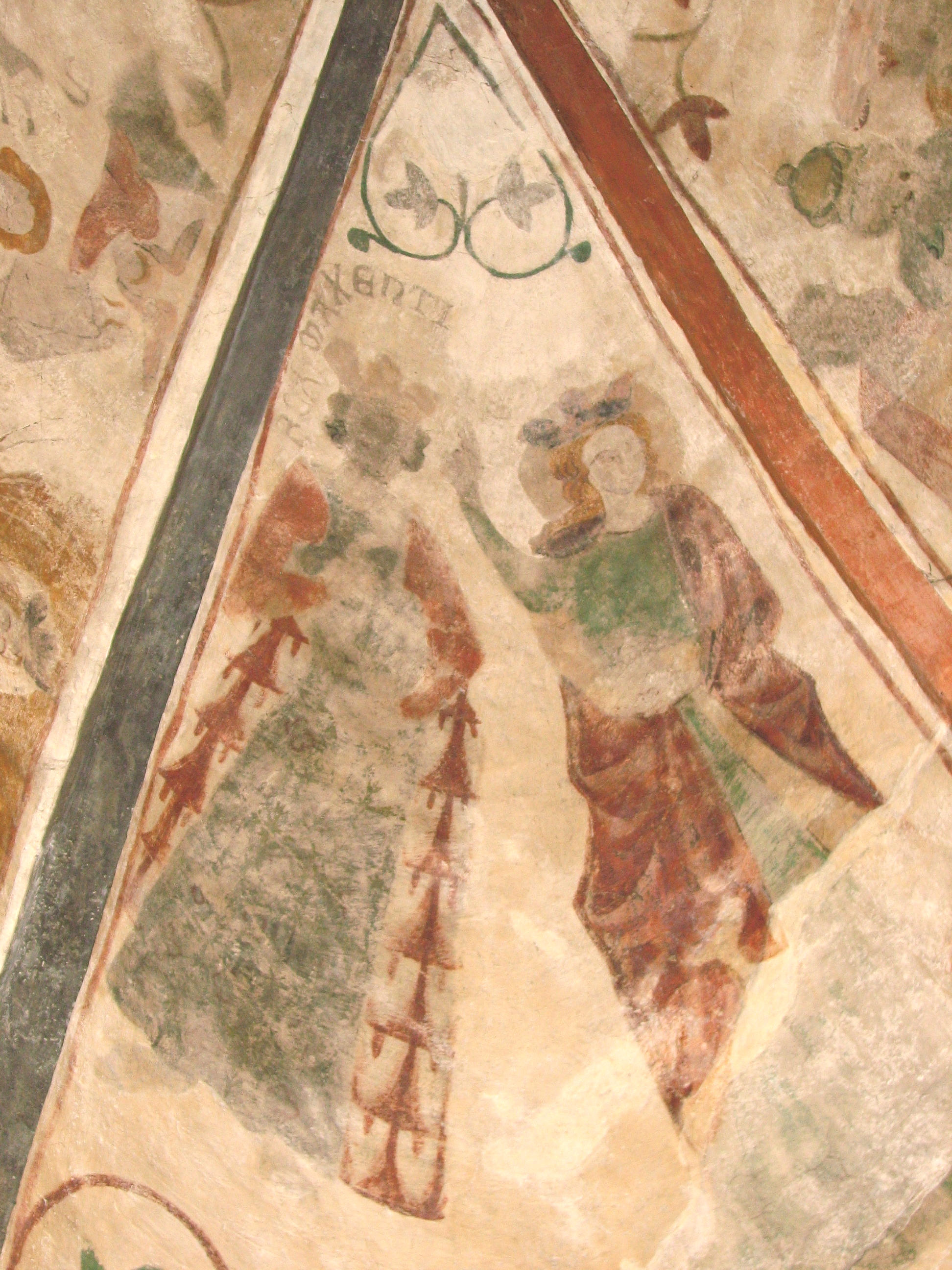
Katharina von Alexandrien
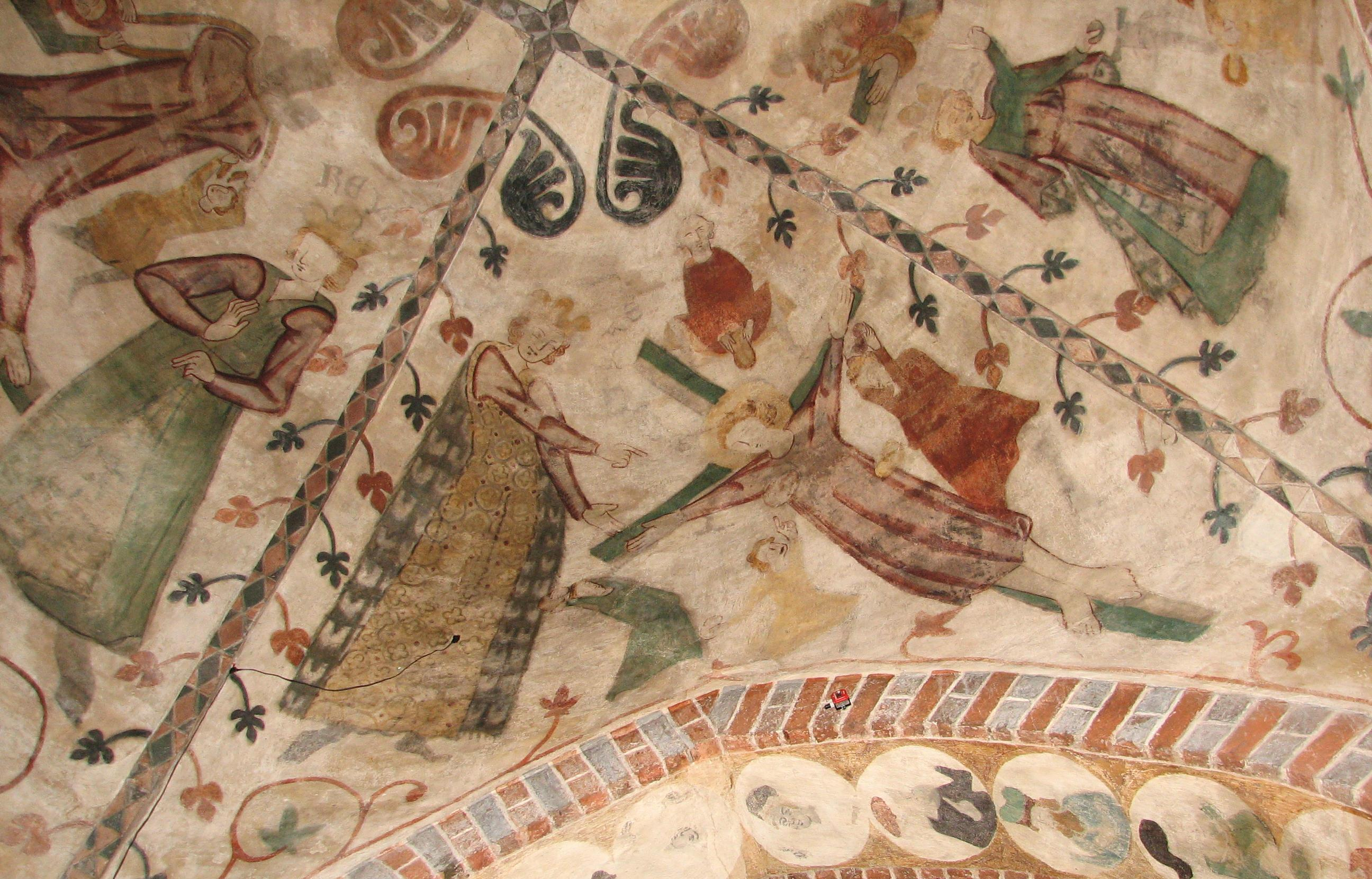
Das Martyrium des Heiligen Matthias

## Ausstattung

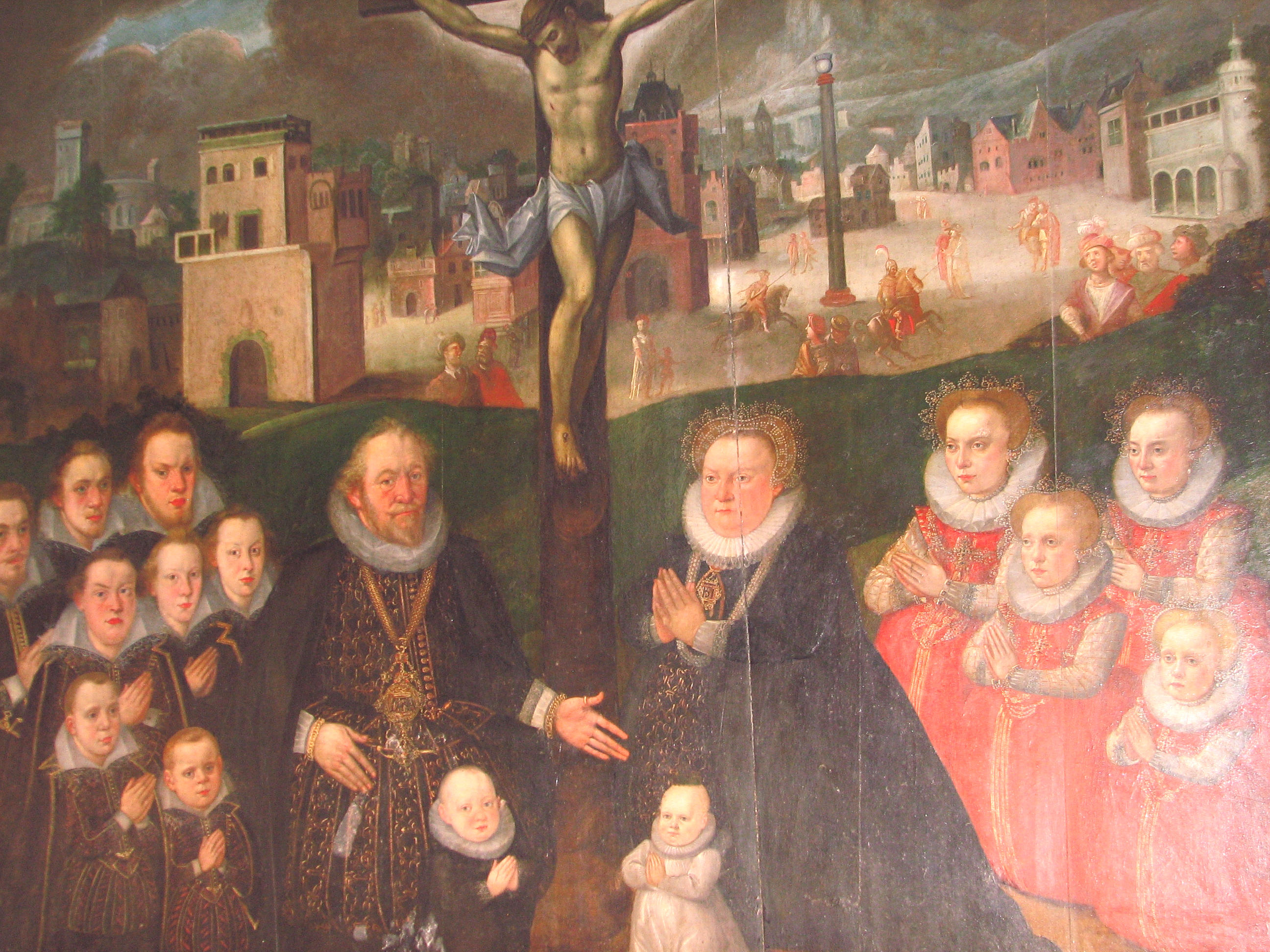
Bildnis Franz’ II. mit seiner Familie

### Gemälde
Das einzige Pastorenbild der Kirche zeigt den letzten Hofprediger von Franzhagen Conrad Remmers, der erwirkte, dass die Ausstattungsstücke der nicht mehr benutzten Hofkirche von Franzhagen nach Büchen kamen. Weil das Originalgemälde gelitten hatte und beschädigt war, wurde von der Malerin Mathilde Block im Auftrag eine Kopie angefertigt.
Das Bildnis des Herzogs von Sachsen-Lauenburg Franz’ II. und seiner Familie wurde zu Beginn des 17. Jahrhunderts angefertigt und hing von 1608 bis 1711 im Schloss von Franzhagen. Es gelangte nach dem Abbruch des Schlosses in die Büchener Marienkirche und diente dort bis 1960 als Altarbild.

### Weitere Ausstattungsstücke

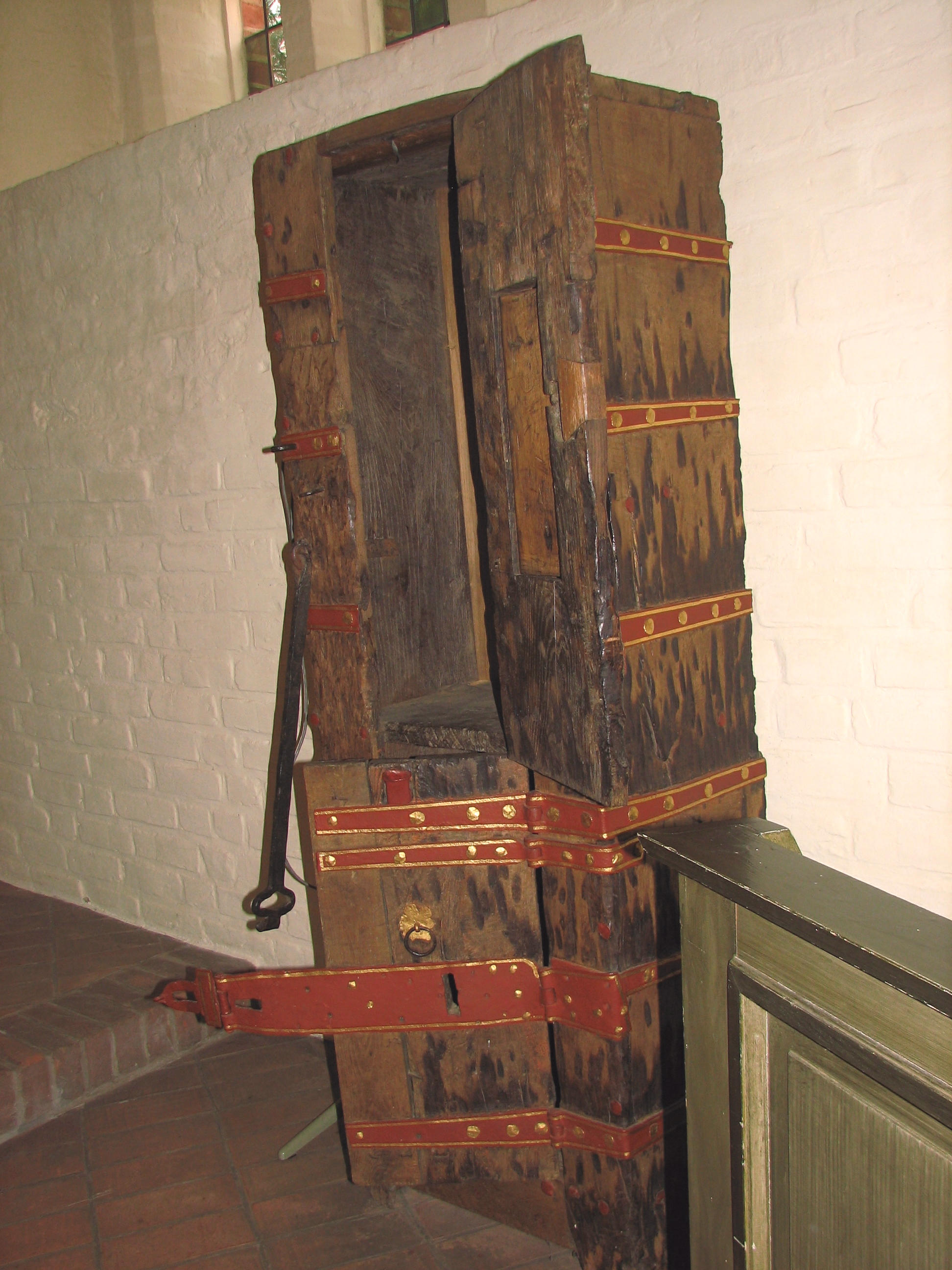
Geöffneter Marienschrein

- Das romanische Taufbecken ist aus gotländischem Kalkstein gefertigt worden und stammt aus der Erbauungszeit der Kirche.

- Der Gotteskasten mit Geldeinwurföffnung, der noch während des Dreißigjährigen Krieges das Marienbild enthielt, steht noch heute in der Marienkirche und wird auch Marienschrein genannt.

- Die Kanzel aus der Renaissance stammt aus dem Jahre 1609. Sie kommt ebenfalls ursprünglich aus Franzhagen.

- Noch heute schmücken die Marienkirche Heiligenschilde, die früher an den Schlusssteinen der Gewölbe befestigt waren. Auf dem größeren ist Maria mit dem Kinde im Strahlenkreuz dargestellt, auf dem kleineren St. Georg mit dem Drachen kämpfend (Drachentöter-Legende).

### Orgel
Die Kirche erhielt zwischen 1695 und 1722 auf Veranlassung des Predigers Conrad Remmers (gest. 1722) eine neue Orgel, die von Hamburger Bürgern finanziert wurde. Der Orgelbauer ist bislang nicht bekannt. In Frage kommen vor allem die damals in der Region tätigen Orgelbauer Arp Schnitger, Hans Hantelmann, Otto Diedrich Richborn und Matthias Dropa. Die Orgel existierte noch 1886 und wurde zeittypisch als „schrecklich“ beschrieben.
Die heutige Orgel wurde von der Orgelbau-Anstalt Röver in Hausneindorf bei Quedlinburg gebaut und 2003 durch die Orgelbaufirma Mühleisen (Leonberg) saniert. Das Instrument hat 19 Register auf zwei Manualwerken und Pedal.
| I Hauptwerk C–f3 |                |       |
| 1.               | Bordun         | 16′   |
| 2.               | Principal      | 8′    |
| 3.               | Gedackt        | 8′    |
| 4.               | Hohlflöte      | 8′    |
| 5.               | Gambe          | 8′    |
| 6.               | Octave         | 4′    |
| 7.               | Flaute amabile | 4′    |
| 8.               | Quinte         | 2 ⁄3′ |
| 9.               | Octave         | 2′    |
| 10.              | Mixtur IV      |       |

| II Schwellwerk C–f3 |              |    |
| 11.                 | Offenflöte   | 8′ |
| 12.                 | Violino      | 8′ |
| 13.                 | Traversflöte | 4′ |
| 14.                 | Waldflöte    | 2′ |
| 15.                 | Principal    | 1′ |

| Pedalwerk C–d1 |           |     |
| 16.            | Subbass   | 16′ |
| 17.            | Violon    | 16′ |
| 18.            | Octavbass | 8′  |
| 19.            | Principal | 4′  |

- Koppeln: II/I (Normal- und Superoktavkoppel), I/P, II/P

## Führungen und Veranstaltungen
In unregelmäßigen Abständen lädt die Gemeinde zu kostenlosen Führungen durch die Marienkirche ein. Außerdem finden hier musikalische Veranstaltungen statt.

## Weitere Bilder

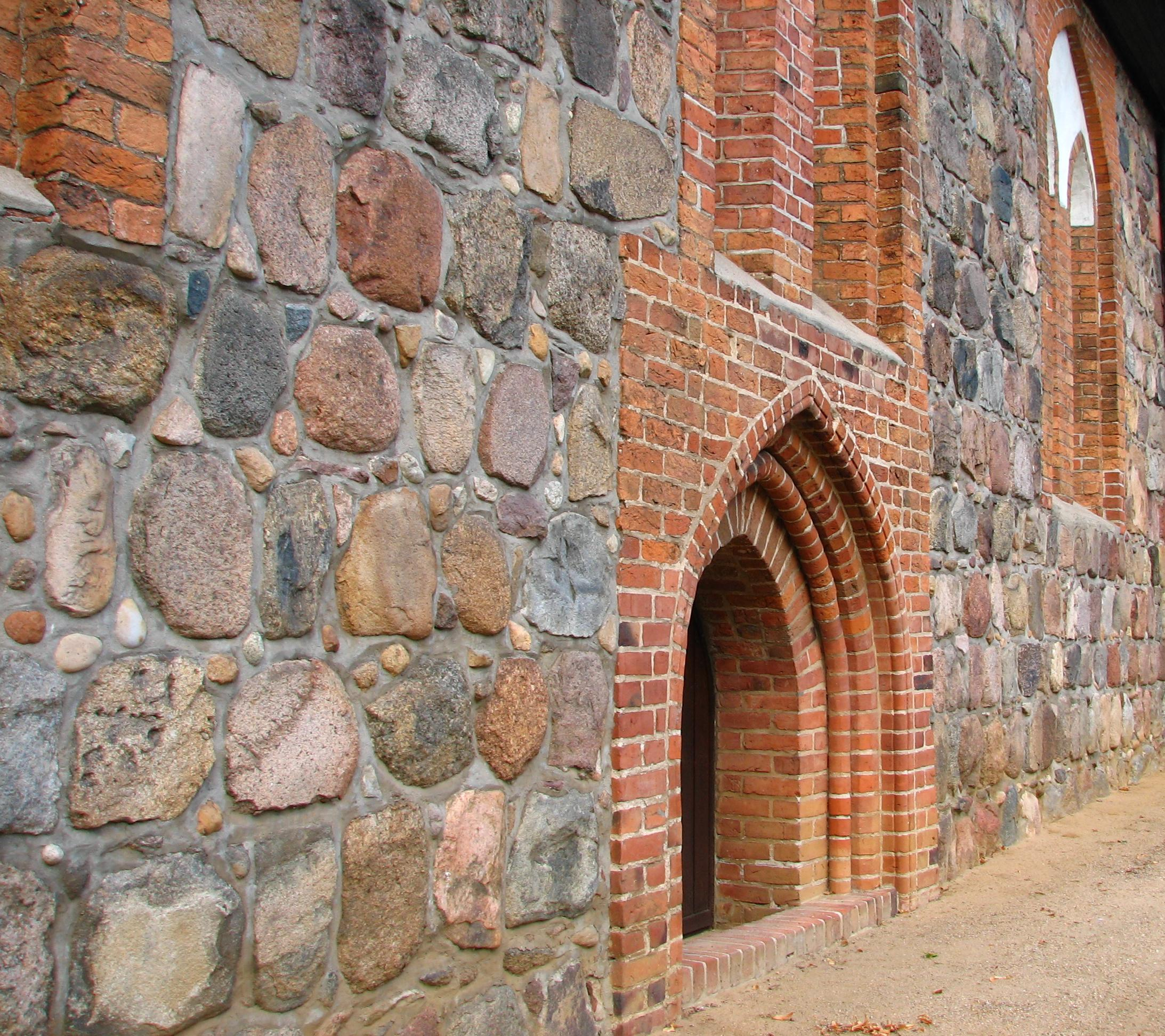
Westteil
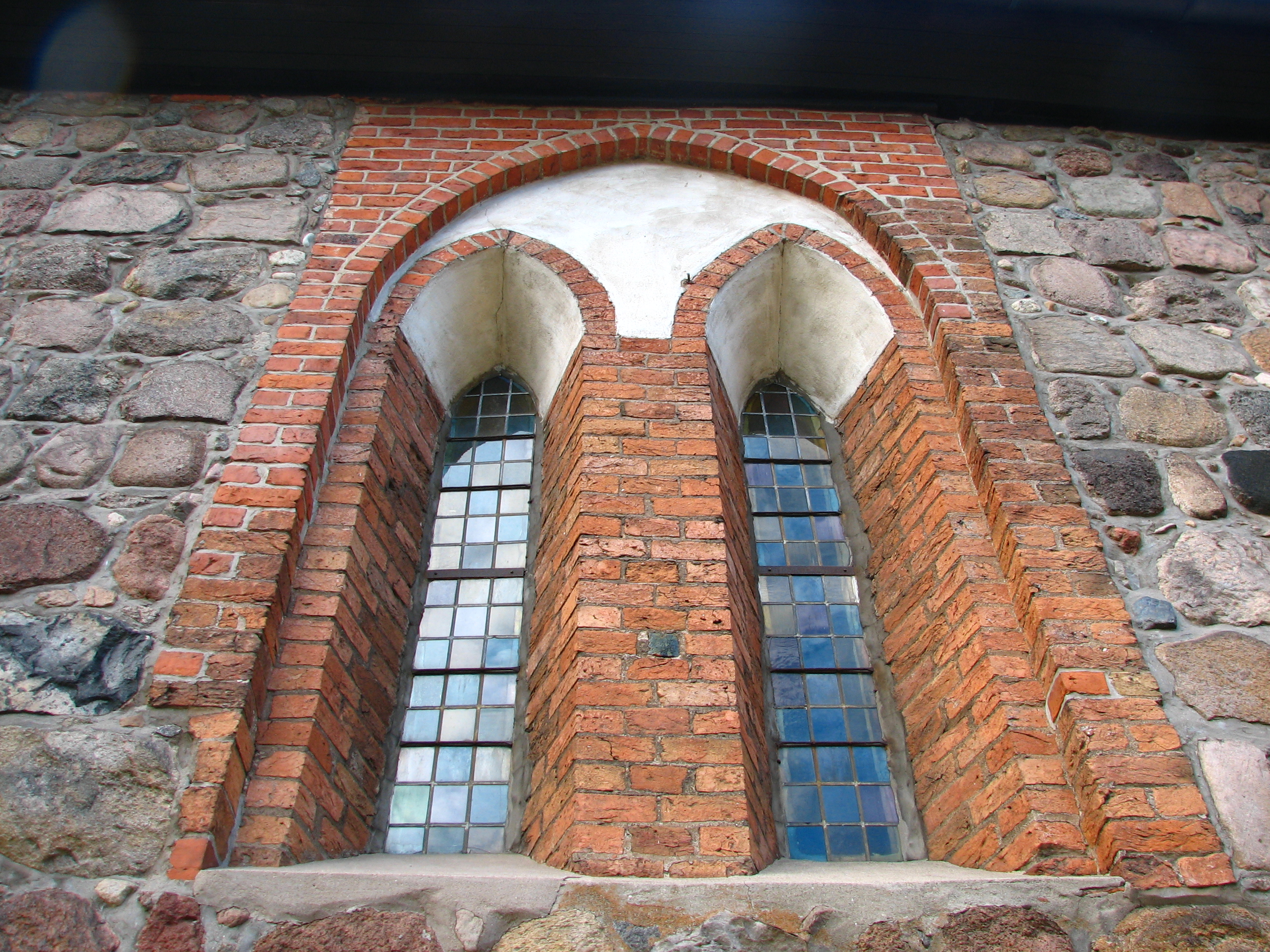
Fenster des Westteils
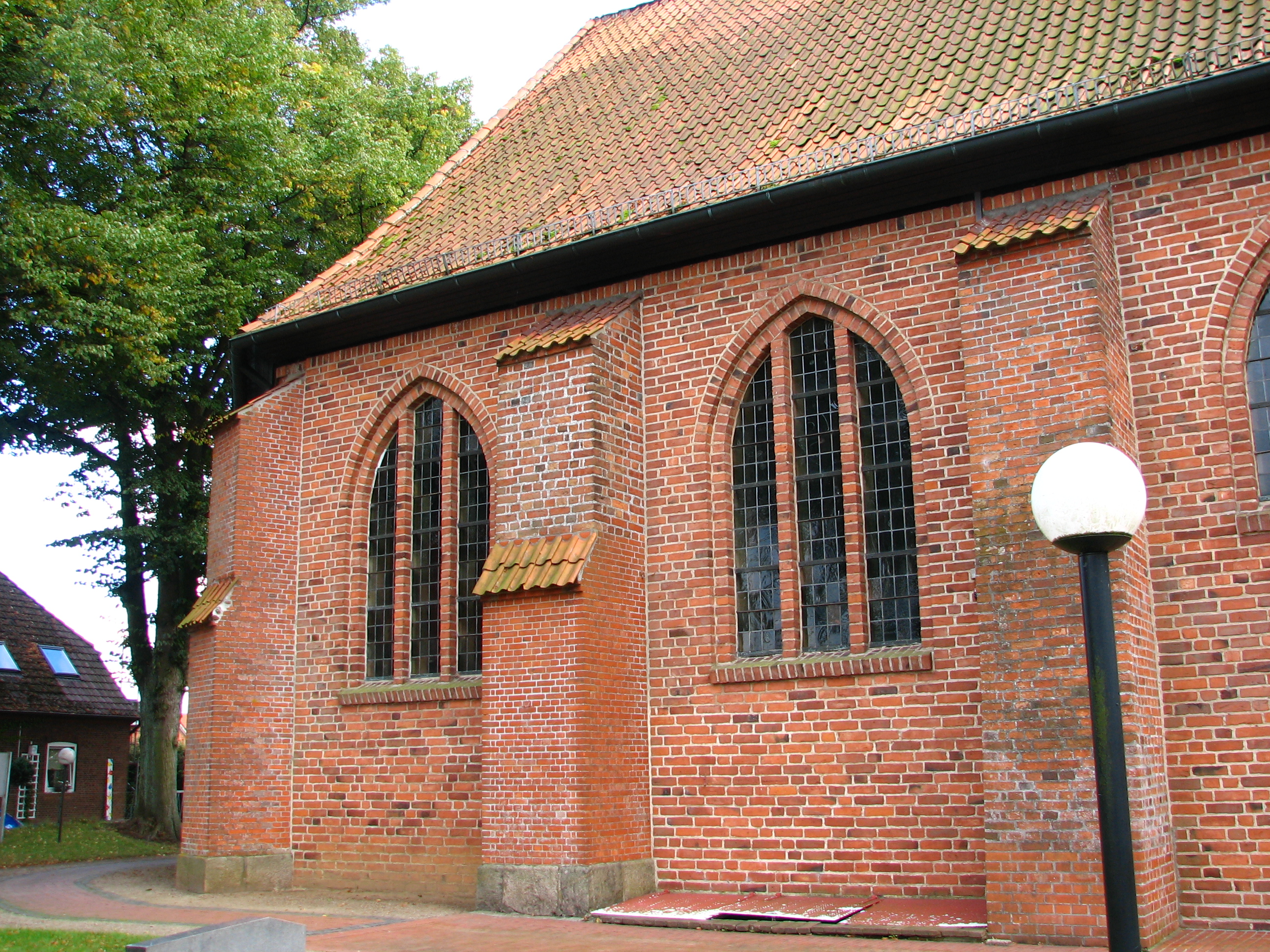
Ostteil
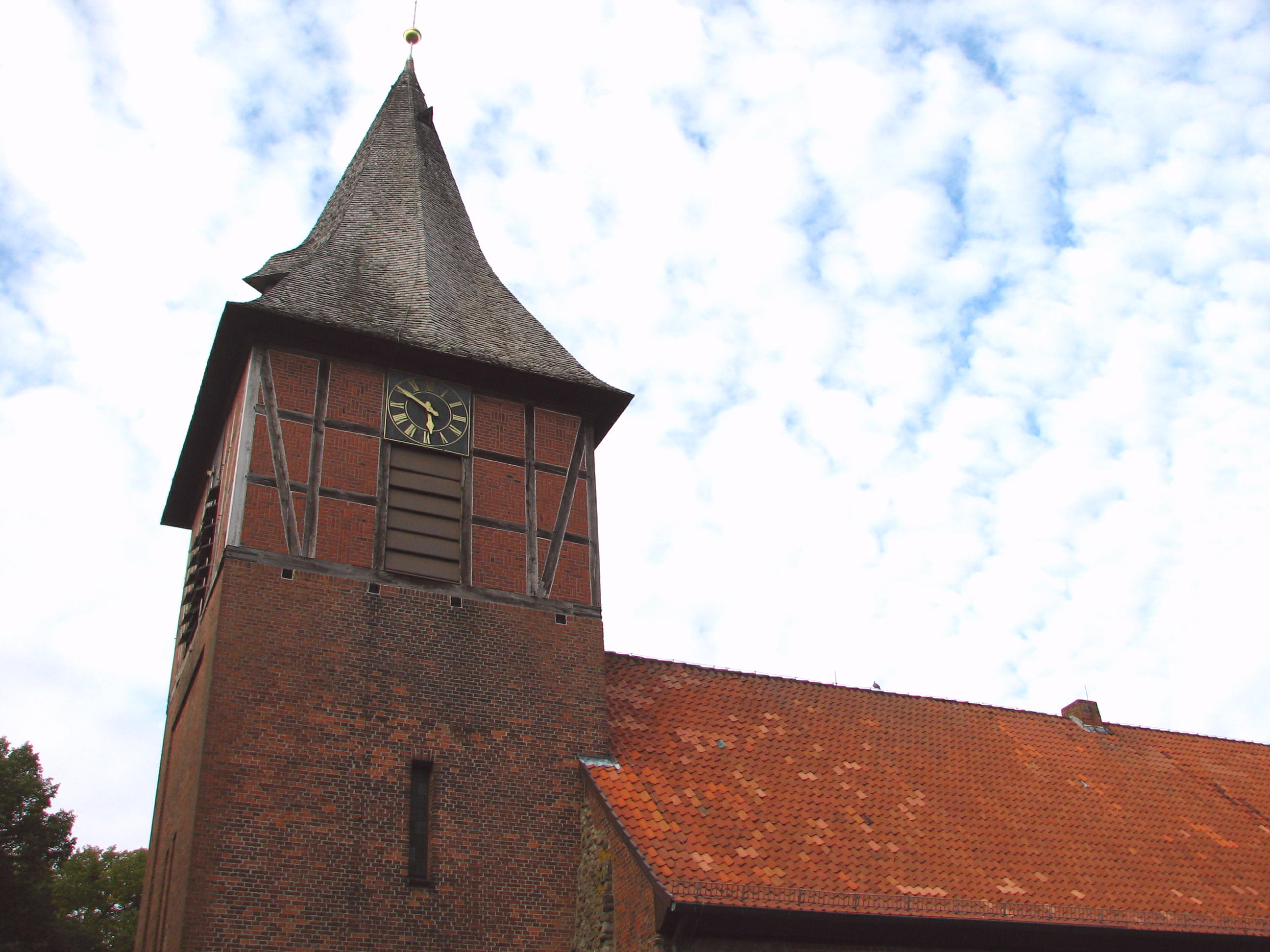
Kirchturm

## Priesterkate
Hauptartikel: Priesterkate
Gegenüber der Marienkirche steht das ehemalige Pastorat der Marienkirche, die Priesterkate. Dieses Gebäude beinhaltet heute eine Dauerausstellung über die Geschichte der Gemeinde Büchen.